# Biển Labrador
Biển Labrador (tiếng Anh: Labrador Sea, tiếng Pháp: mer du Labrador) là một nhánh của Bắc Đại Tây Dương, nằm giữa bán đảo Labrador và Greenland. Biển có các thềm lục địa ở phía tây nam, tây bắc và đông bắc. Biển Labrador nối với vịnh Baffin ở phía bắc qua eo biển Davis. Labrador được mô tả là một biển ven bờ của Đại Tây Dương.
Biển Labrador được tạo thành sau sự phân tách của mảng Bắc Mỹ và mảng Greenland, bắt đầu từ khoảng 60 triệu năm trước và chấm dứt vào khoảng 40 triệu năm trước. Biển Labrador bao gồm một trong số các hệ thống kênh dòng chảy đục lớn nhất thế giới, Kênh Giữa Đại dương Tây Bắc Đại Tây Dương (Northwest Atlantic Mid-Ocean Channel), kéo dài hàng nghìn km dọc theo đáy biển hướng về Đại Tây Dương.
Biển Labrador là nguồn chính của Vùng nước sâu Bắc Đại Tây Dương, một khối nước lạnh chảy ở độ sâu rất lớn dọc theo rìa phía tây của Bắc Đại Tây Dương, tạo thành một khối nước đồng nhất lớn nhất trong các đại dương thế giới.

## Lịch sử
Biển Labrador được tạo thành sau sự phân tách của mảng Bắc Mỹ và mảng Greenland bắt đầu từ khoảng 60 triệu năm trước (thế Paleocen) và chấm dứt vào khoảng 40 triệu năm trước. Một bể trầm tích, mà nay bị chôn vùi dưới các thềm lục địa, đã được hình thành vào kỷ Phấn trắng. Khởi đầu của tách giãn đáy đại dương mácma đi kèm với các hoạt động phun trào núi lửa đá picrite và bazan trong thế Paleocen tại eo biển Davis và vịnh Baffin.
Khoảng từ năm 500 TCN đến năm 1300, vùng bờ biển phía nam của biển Labrador có các khu định cư của người Dorset, Beothuk và Inuit; các bộ lạc Dorset sau đó bị người Thule thay thế.

## Phạm vi
Tổ chức Thủy văn Quốc tế định nghĩa giới hạn của biển Labrador như sau:

Ở phía bắc: giới hạn phía nam của eo biển Davis [song song với [60° B giữa Greenland và Labrador].
Ở phía Đông: một đường từ Mũi Francis 47°45′B 52°27′T / 47,75°B 52,45°T (Newfoundland) đến Mũi Farewell (Greenland).
Ở phía Tây: Bờ biển phía Đông của Labrador và Newfoundland và giới hạn Đông Bắc của vịnh St. Lawrence – một đường chạy từ Mũi Bauld (điểm phía Bắc của đảo Kirpon, 51°40′B 55°25′T / 51,667°B 55,417°T) đến điểm cực Đông của đảo Belle và đến Northeast Ledge (52°02′B 55°15′T / 52,033°B 55,25°T). Từ đó, một đường nối Northeast Ledge với điểm cực Đông của Mũi St. Charles (52°13'B) tại Labrador.